# Bray-sur-Somme
Bray-sur-Somme je francouzská obec v departementu Somme v regionu Hauts-de-France. V roce 2010 zde žilo 1 238 obyvatel.